# Talsperre Hatta
Die Talsperre Hatta liegt im Hadschar-Gebirge bei der Stadt Hatta, Vereinigte Arabische Emirate. Sie dient der Bewässerung und Trinkwasserversorgung. Es ist geplant, an der Stelle ein Pumpspeicherkraftwerk zu errichten.

## Absperrbauwerk
Das Absperrbauwerk ist ein Steinschüttdamm mit einer Höhe von 32 m. Die Länge der Dammkrone beträgt 220 m. Der Kern des Damms besteht aus Asphaltbeton. Der Dichtungsschleier reicht bis in eine Tiefe von 20 m. Der Staudamm wurde in den 1990er Jahren errichtet.
Die Hochwasserentlastung befindet sich auf der rechten Seite des Staudamms. Auf die Hochwasserentlastung wurde ein Mural aufgebracht, das Zayid bin Sultan Al Nahyan und Muhammad bin Raschid Al Maktum darstellt.

## Stausee
Bei Vollstau fasst der Stausee 6,5 Mio. m³ (1,716 Mrd. Gallonen) Wasser.

## Pumpspeicherkraftwerk
Die Dubai Electricity and Water Authority (DEWA) beauftragte 2017 die Électricité de France (EDF), eine Studie bzgl. eines Pumpspeicherkraftwerks (PSK) zu erstellen. Der Stausee der Talsperre Hatta würde dabei als Unterbecken des PSK dienen. Die Kosten für das PSK werden voraussichtlich 1,92 Mrd. AED betragen.
Die installierte Leistung des PSK wird mit 250 MW angegeben. Das Oberbecken wird etwa 3 bis 4 km vom Stausee Hatta entfernt liegen. Der Höhenunterschied zwischen Unter- und Oberbecken soll 300 m betragen.
Die DEWA gab 2018 eine weitere Studie für ein zusätzliches PSK in Auftrag. Das zu errichtende PSK soll über eine installierte Leistung von 400 MW und eine Speicherkapazität von 2500 MWh verfügen; es würde ebenfalls den Stausee Hatta als Unterbecken nutzen.